# Evropský úřad pro bezpečnost potravin
Evropský úřad pro bezpečnost potravin (anglicky: European Food Safety Authority – EFSA) je agentura Evropské unie se sídlem v italské Parmě založený roku 2002. Od června 2014 je výkonným ředitelem EFSA rakouský odborník dr. Bernhard Url.

## Úkoly EFSA
- shromažďovat a analyzovat data na úrovni EU
- sledovat a charakterizovat možná rizika, která mají přímý či nepřímý vliv na bezpečnost potravin a krmiv
- zajišťovat přístup veřejnosti k objektivním informacím
- vytvářet evropskou síť vědeckých institucí
- spolupracovat s ostatními orgány EU, národními úřady členských států a vědeckými experty

## Orgány EFSA
- správní rada
  - odpovídá za schvalování rozpočtu a pracovního programu úřadu,
  - odpovídá za práci agentury v souladu s legislativou i vnitřními předpisy a nařízeními
  - jmenuje výkonného ředitele úřadu
  - jmenuje členy vědeckého výboru
  - jmenuje členy vědeckých komisí.

- výkonný ředitel
  - je zákonným zástupcem úřadu
  - zodpovídá se správní radě, kterou je jmenován
  - jeho funkční období je 5 let, může být jmenován opakovaně.
  - je zodpovědný za běžné řízení úřadu a personální politiku agentura

- poradní sbor
  - skládá se ze zástupců subjektů, které v členských zemích plní úkoly podobné EFSA
  - pomáhá práci výkonného ředitele

- vědecký výbor (Scientific Committee, SC)
  - zpracovává vědecká stanoviska a doporučení EFSA
  - zřizuje 9 komisí, z nichž každá se specializuje na určitou oblast hodnocení rizik
  - koordinuje práci komisí

Agentura má zhruba 370 zaměstnanců a její rozpočet činí kolem 70 milionů eur.